# 新界區專線小巴141線
新界區專線小巴141線為一條已停駛的專線小巴路線，停辦前由偉文發展營辦，由三聖往來荃灣運輸大樓。

## 歷史
- 1998年12月31日：運輸署公開招標8組共12條專綫小巴新路線，此線與140M線及已取消的142線編為同一組。[2]
- 1999年：投入服務，當時是由三聖往來荃灣碼頭。
- 2003年10月：配合九廣西鐵通車，總站遷往荃灣運輸大樓。
- 2012年1月8日：調整票價，全程由$11.0調整至$12.0。[3]
- 2012年8月5日：因客量不足，此線永久停駛。[4]

## 服務時間及班次
- 三聖開：0700-2030（30分鐘一班）
- 荃灣運輸大樓開：0800-2100（30分鐘一班）

## 收費
- 全程收費：$12
- 小欖交匯處往三聖：$5

（此線所有車輛均接受八達通卡付款；不設找續。）

## 行車路線
- 三聖開：三聖街，青山公路，小欖交匯處，屯門公路，荃灣路，大涌道，沙咀道及大河道。
- 荃灣運輸大樓開：大河道，楊屋道，禾笛街，沙咀道，大河道，青山公路，大涌道，荃灣路，屯門公路，小欖交匯處，青山公路及三聖街。

## 客量
由於受到九龍巴士61M線的競爭，加上初時不提供接駁鐵路的服務及班次疏落，而且收費較高昂，因此客量只屬一般，甚少乘客會刻意等候本線乘搭，因此於2007年9月23日起，往屯門方向改經大河道及青山公路，更接近港鐵荃灣站，方便乘客轉乘港鐵荃灣綫，但客量仍無起色，最終最要停駛。